# Автобан A4 (Швейцарія)
Автобан 4, або автотраса 4 (A4, нім. Autobahn 4, Autostrasse 4) — автобан у Швейцарії у кантонах Шаффгаузен, Цюрих, Цуґ, Швіц і Урі. З'єднує пункт митного і прикордонного контролю Барґен на швейцарсько-німецькому кордоні (у Німеччині траса продовжується як ) з адміністративним центром кантону Урі Альтдорфом.
Траса складається з кількох ділянок, з'єднаних між собою іншими автобанами і звичайними автошляхами.

## Маршрут
| Автобан A4                |                          |  |
| 0 км                      | Барґен (Шаффгаузен)      |  |
| 11,5                      | Шаффгаузен-Швайцерсбільд |  |
| 13,5                      | Шаффгаузен-північ        |  |
| 17                        | Шаффгаузен-південь       |  |
| 27,5                      | Трюллікон                |  |
| 32                        | Адлікон                  |  |
| 39                        | Вінтертур-північ         |  |
| (збігається з )           |                          |  |
| 55                        | Брюттізеллен-Кройц       |  |
| 60                        | Цюрих-схід               |  |
| 61                        | Цюрих-північ             |  |
| 63                        | Цюрих-Зеебах             |  |
| 67,5                      | Цюрих-Аффольтерн         |  |
| 72                        | Лімматаль-Кройц          |  |
| (збігається з )           |                          |  |
| 75                        | Урдорф-північ            |  |
| 77,5                      | Урдорф-південь           |  |
| 80                        | Обервіль-Ліілі           |  |
| 83                        | Ґоттгард / Цюрих-захід   |  |
| (знову продовжується як ) |                          |  |
| 101                       | Блеґі                    |  |
| 107                       | Роткройц                 |  |
| 113                       | Кюсснахт                 |  |
| 118                       | Арт                      |  |
| 123                       | Ґольдау                  |  |
| 130                       | Швіц                     |  |
| 133                       | Веґґіс                   |  |
| 135                       | Бруннен                  |  |
| 140                       | Сісікон                  |  |
| 147 км                    | Альтдорф                 |  |